# The Anniversary (groupe)
Pour les articles homonymes, voir The Anniversary.
The Anniversary est un groupe américain de rock, originaire de Lawrence, Kansas. Il est formé en 1997 par Josh Berwanger, James David, Christian Jankowski, Adrianne Verhoeven, et Justin Roelofs.

## Historique
The Anniversary se forme comme quintette à Lawrence, Kansas. Josh Berwanger, Justin Roelofs et Adrianne Verhoeven commencent à jouer ensemble en 1996 sous le nom de The Broadcast. En janvier 1997, le groupe enregistre des morceaux dont Crazy Makes Us Sane. 
Après plusieurs albums, le groupe se sépare en 2004. Justin Roelofs forme un projet solo appelé White Flight et publie son premier album chez Range Life Records le 6 mars 2007. Adrianne Verhoeven joue dans le groupe Fourth of July et Art In Manila avant d'enregistrer sous le nom de Dri, un album solo (Smoke Rings) sorti le 6 novembre 2007. Josh Berwanger forme un groupe appelé The Only Children qui sortira Change of Living en 2004 et Keeper of Youth en 2007.
Le 28 mars 2016, The Anniversary est annoncé avec Dashboard Confessional et Taking Back Sunday au Taste of Chaos Festival du 16 juillet 2016, à San Bernardino, CA.